# Tectonophysics
Tectonophysics ist eine englischsprachige Fachzeitschrift mit Peer-Review im Gebiet der Geophysik. Ihr Untertitel lautet The International Journal of Geotectonics and the Geology and Physics of the Interior of the Earth. Sie erscheint mit 28 Ausgaben im Jahr.

## Publikation
Tectonophysics besteht seit 1964 und wird von Elsevier veröffentlicht. Die Chefredakteure sind Jean-Philippe Avouac (Caltech), Evgueni Burov (Universität Pierre und Marie Curie), Ramon Carbonell Bertran (ICTJA Barcelona), Rob Govers (Universität Utrecht) und Kelin Wang (Pacific Geoscience Centre).

## Zielsetzung
Wie der Titel der Fachzeitschrift vermuten lässt, liegt ihr Schwerpunkt auf der Tektonophysik – Kinematik, Aufbau, Zusammensetzung und Dynamik der festen Erde unter Berücksichtigung aller Größenordnungen.

## Impact Factor
Gemäß den Journal Citation Reports hatte Tectonophysics im Jahr 2011 einen Impact Factor von 2,433.

## Beiträge
Die drei seit September 2011 meistzitierten Beiträge in Tectonophysics sind:
- Celâl Şengör, Yilmaz Yücel: Tethyan evolution of Turkey: A plate tectonic approach. In: Tectonophysics. Band 75, Nr. 3–4, 1981, S. 181–190, 193–199, 203–241, doi:10.1016/0040-1951(81)90275-4 (Plattentektonik der Türkei).
- J. Dercourt, L. P. Zonenshain, L.-E. Ricou, V. G. Kazmin, X. Le Pichon, A. L. Knipper, C. Grandjacquet, I. M. Sbortshikov, J. Geyssant, C. Lepvrier, D. H. Pechersky, J. Boulin, J.-C. Sibuet, L. A. Savostin, O. Sorokhtin, M. Westphal, M. L. Bazhenov, J. P. Lauer, B. Biju-Duval: Geological evolution of the Tethys belt from the Atlantic to the Pamirs since the LIAS. In: Tectonophysics. Band 123, Nr. 1–4, 1986, S. 241–315, doi:10.1016/0040-1951(86)90199-X (Entwicklung der Tethys ab dem Lias).
- Xavier Le Pichon, Jacques Angelier: Hellenic arc and trench system — Key to the neotectonic evolution of the eastern Mediterranean. In: Tectonophysics. Band 60, Nr. 1–2, 1979, S. 1–42, doi:10.1016/0040-1951(79)90131-8 (Hellenischer Inselbogen).